# Rue des Actionnaires
La rue des Actionnaires est une voie du quartier de la Croix-Rousse dans le 4e arrondissement de Lyon, en France. 

## Situation
La rue, longue d'à peine une trentaine de mètres et d'orientation nord-est / sud-ouest, a pour tenants nord la rue Eugène-Pons et sud la rue Mascrany. Elle constitue l'un des maillons d'une trame oblongue encadrée par ces deux rues dans le sens de la pente de la colline et entrecoupée par les rues parallèles que sont les rues Joséphin-Soulary dans la partie basse, des Actionnaires, Professeur-Maurice-Vallas et Saint-Dié.

## Accessibilité
L'avenue est desservie par desservie par le réseau transports en commun de Lyon et notamment l'arrêt Pont-Churchill RD de la ligne forte de bus   et des lignes     .

## Odonymie et histoire
Selon les auteurs, la rue des Actionnaires a une origine établie mais attestée depuis plus ou moins longtemps.
Pour Maurice Vanario, la rue tire son nom de la compagnie financière créée sous la Restauration constituée d'« actionnaires » pour établir le quartier Saint-Eucher. La rue, sous son nom actuel, est attestée au moins en 1849 et par délibération du conseil municipal de Lyon du 17 janvier 1849, la rue devient « rue du Tribun » avant de redevenir « rue des Actionnaires » en 1852. Le nom des rues voisines n'ont pas de rapport avec cette compagnie. La rue Eugène-Pons est attestée sous le nom de « rue de Dijon » jusqu'en 1878 en souvenir de la résistance de cette ville pendant la guerre franco-allemande de 1870 et antérieurement « rue Lafayette », attestée dès 1831. La rue Mascrany, dont le nom lui est attribué en 1829, a porté plusieurs noms : « rue Jean-Bart » en 1849, « rue Spartacus » en 1850 et « rue Camille-Jordan » en 1852, avant de reprendre son nom en 1854, aucun nom en rapport avec la compagnie. Ce dernier nom de Camille-Jordan est également attribué à une autre rue depuis 1829. Enfin, en contrebas de la rue des Actionnaires se trouve la rue Joséphin-Soulary, anciennement « rue des Gloriettes » jusqu'en 1891 dont l'origine explicite atteste la présence de ces « petites maisons, de simples cabanes entourées d'un jardin ou encore les pavillons d'angles de propriétés ».
Pour Jean Pelletier, la rue porte ce nom depuis 1832, et la mise en place des rues du quartier par une « compagnie par actions » fondée sous la Restauration. Louis Maynard ne précise rien de plus que le précédent, et sans datation. Quant à Adolphe Vachet, il rapporte peu ou prou les mêmes éléments mais relie cet épisode aux réalisations postérieures : précisant que ces actionnaires constitués en société sont à l'origine de la création du quartier Saint-Eucher mais sans dater l'épisode, il évoque ce même type d'organisation pour la « rue Impériale », aujourd'hui rue de la République, ce en quoi il est juste, mais également pour la « rue de l'Impératrice », l'actuelle rue du Président-Édouard-Herriot, ce qui est erroné, le projet n'est qu'une succession de projets privés tandis que les expropriations sont effectuées aux frais de la ville, projet qui a toutefois démarré sous les auspices d'une compagnie avortée, dite « de l'Impératrice ».
Jean Pelletier décrit le quartier Saint-Eucher comme issu de l'organisation « à peu près à sa guise » par le « propriétaire d'alors » d'un lotissement de ce terrain pentu dans les années 1830. Le nouveau quartier s'organise autour de son église construite en 1803 et des écoles édifiées en 1882.

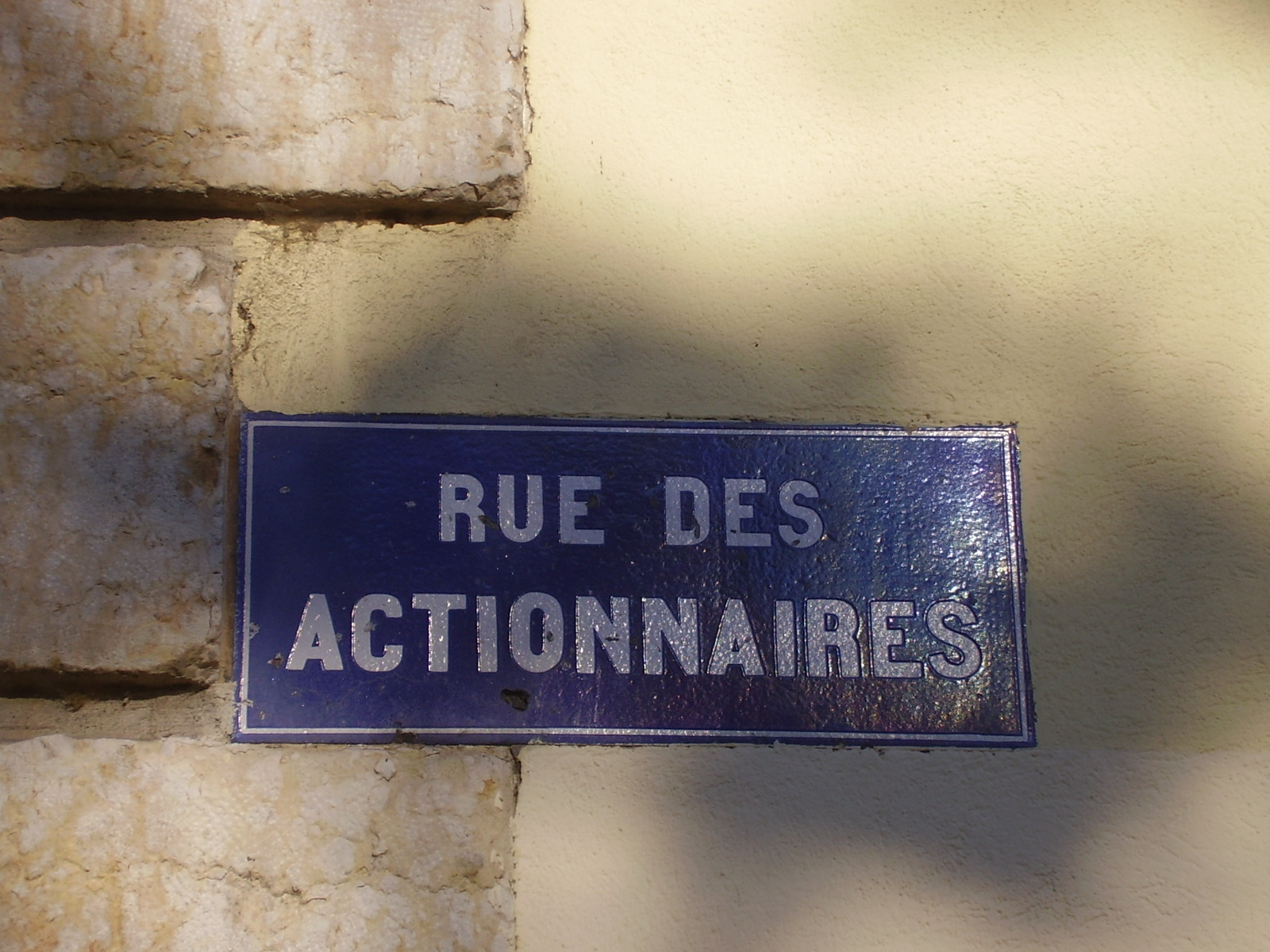
Plaque de rue en 2007
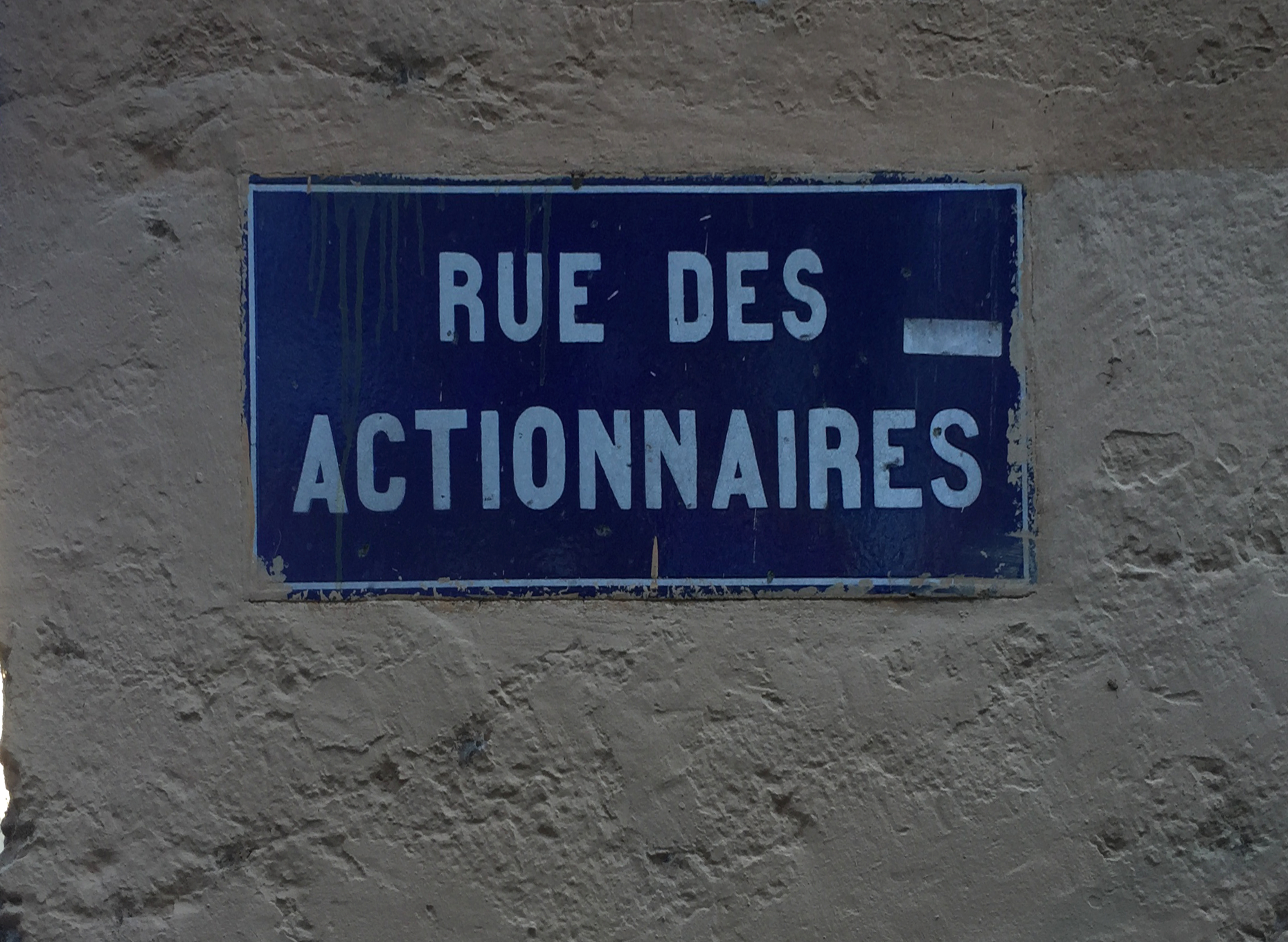
Plaque de rue en 2015.
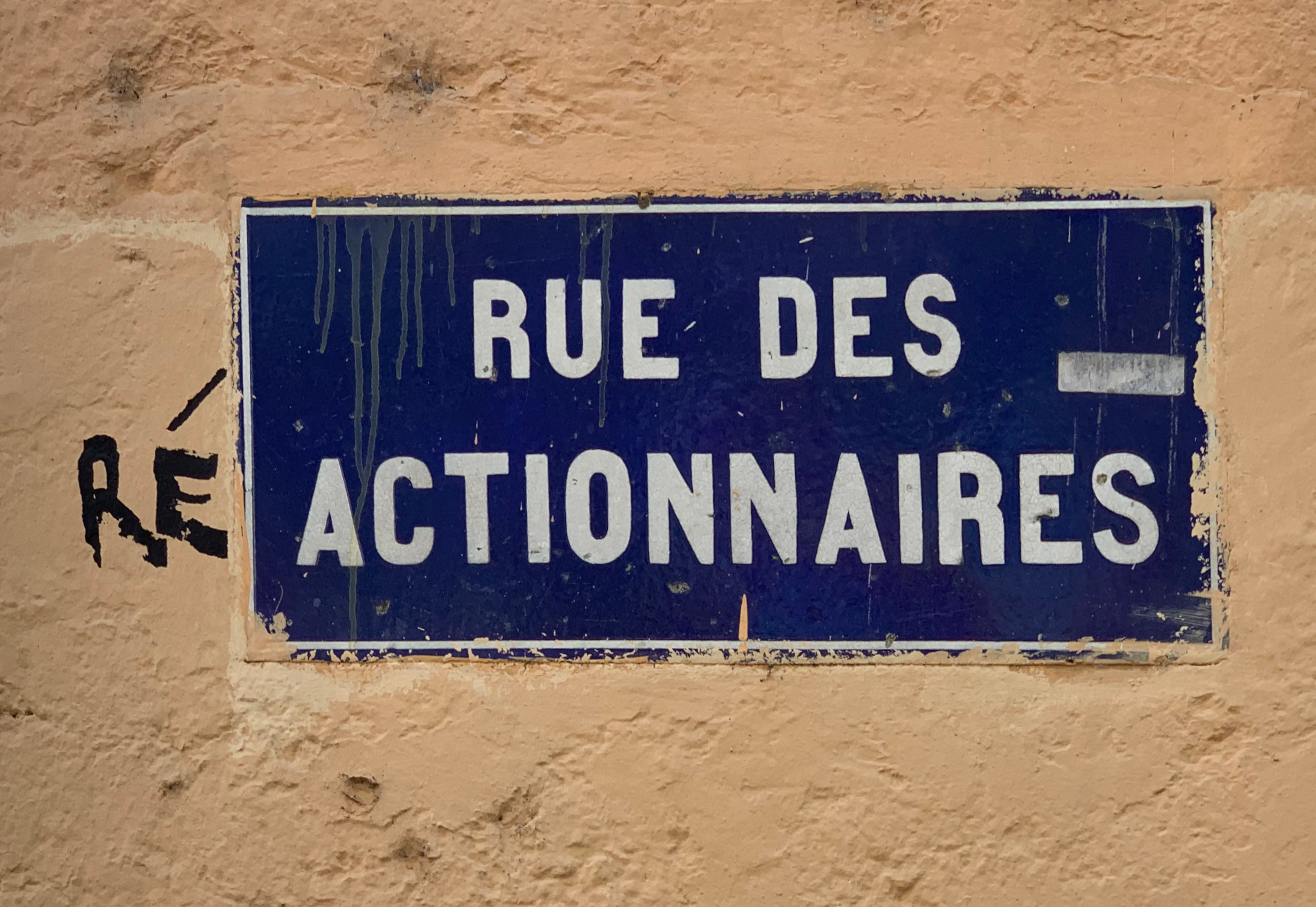
La même plaque de rue en 2019, accompagnée d'un tag sur le mur « Ré », formant l'allusion à « Réactionnaires », les partisans d'une politique prônant et mettant en œuvre un retour à une situation passée réelle ou fantasmée.

## Description
La rue, courte et pentue, n'abrite que deux éléments remarquables, au sud le « terrain Eugène-Pons », et au nord, l'église Saint-Eucher construite en 1803 et un square arboré qui abrite des jeux pour enfants.

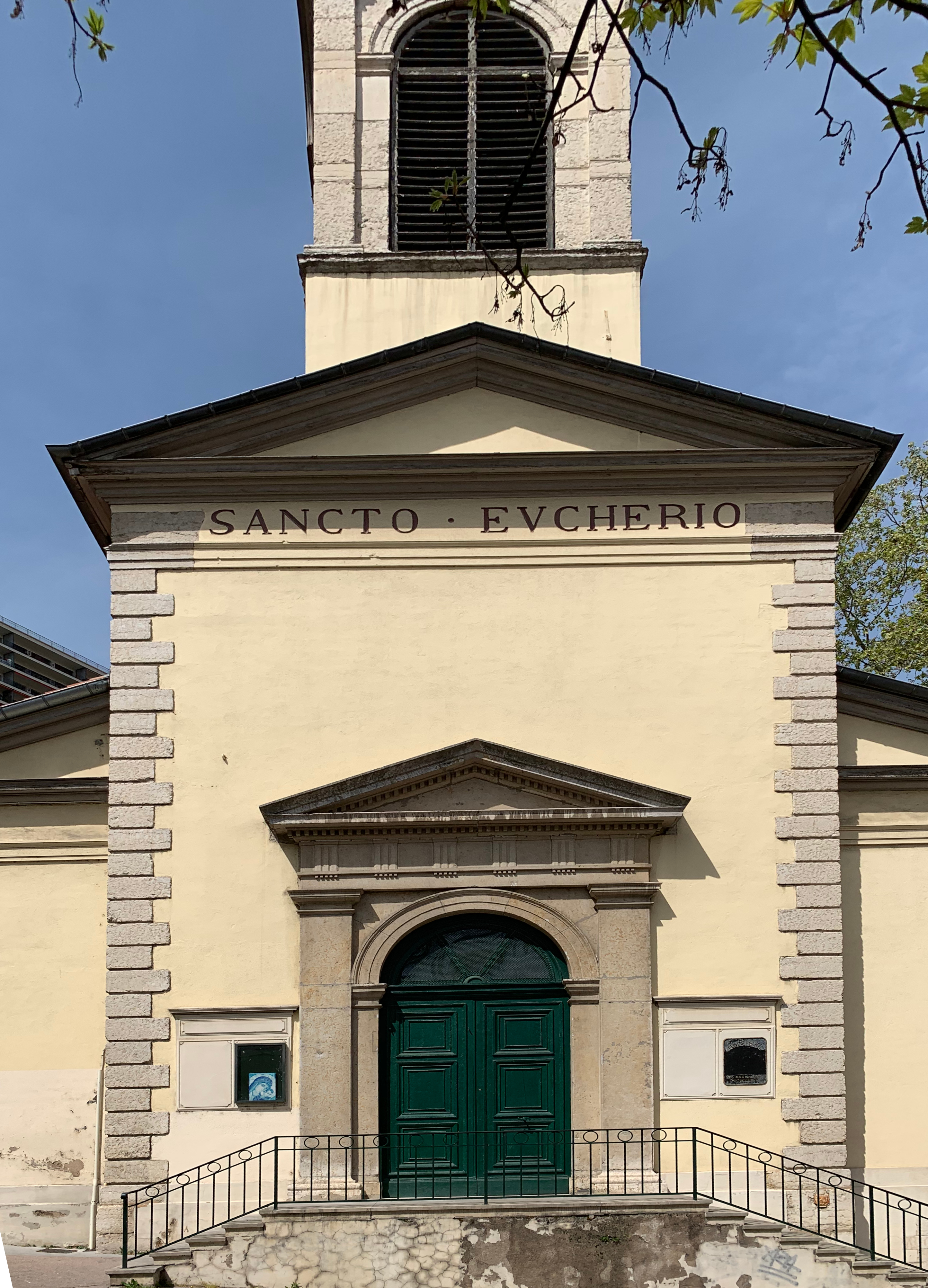
Le portail de l'église Saint-Eucher, en 2019.
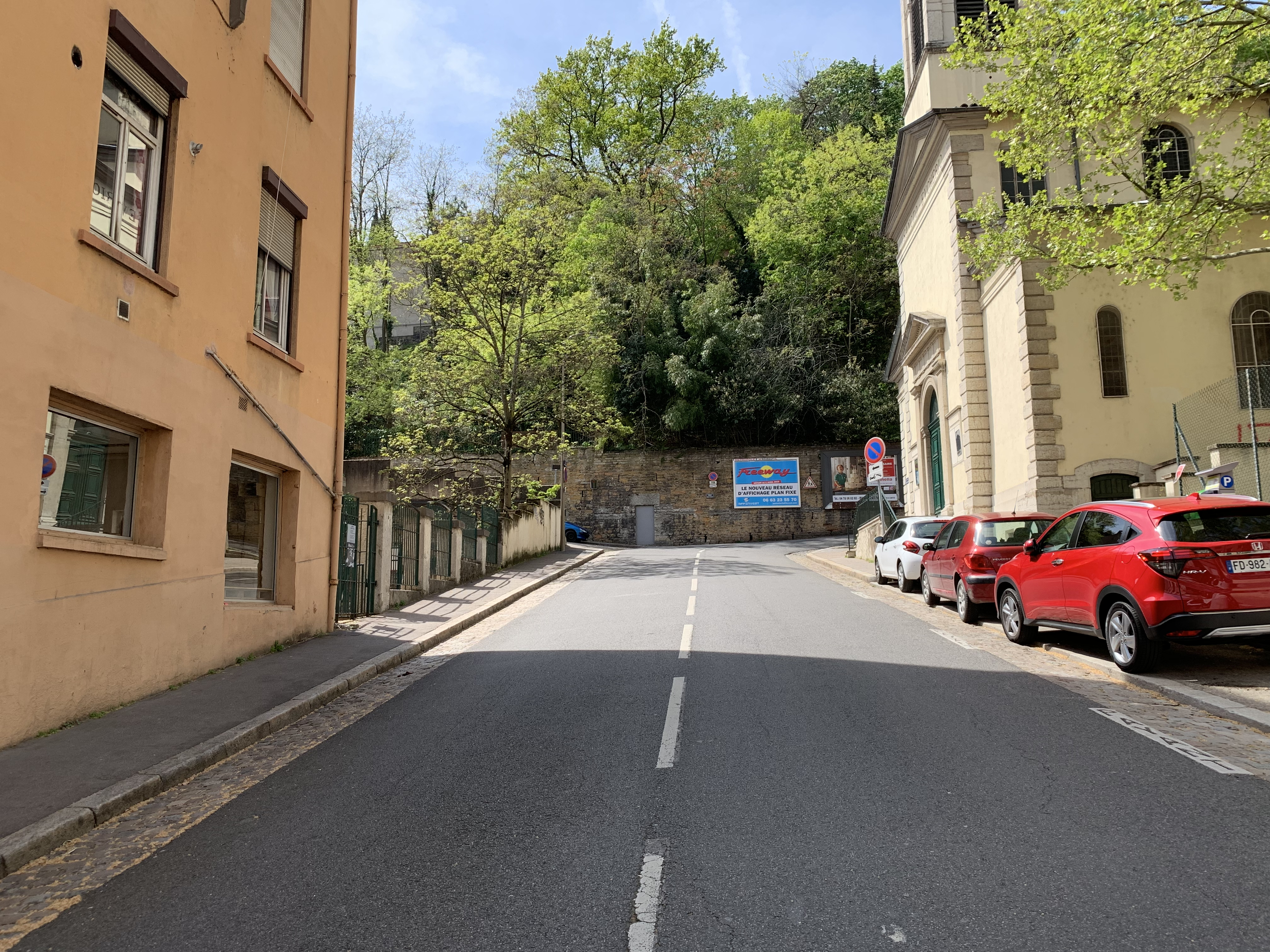
La rue en direction du sud-ouest et le terrain Eugène-Pons visible sur la gauche, en 2019
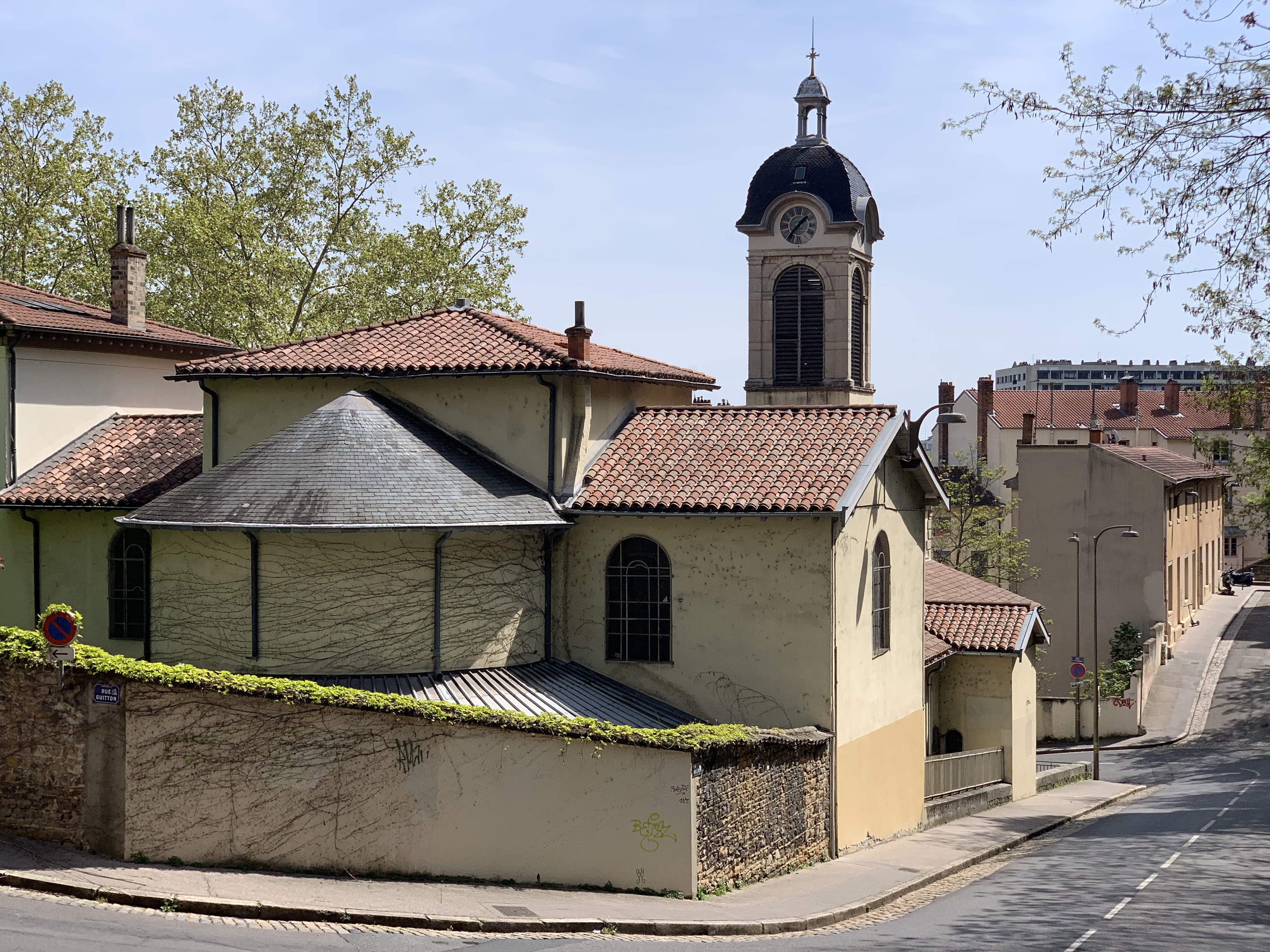
Le chevet de l'église Saint-Eucher depuis les escaliers de la rue Mascrany, en 2019.